# José Luis Clerc
Pour les articles homonymes, voir Clerc.
José Luis Clerc, né le 16 août 1958 à Buenos Aires, est un joueur de tennis professionnel argentin. 
Actif de 1977 à 1989, il a remporté vingt-cinq tournois , dont les Internationaux d'Italie en 1981, et a été demi-finaliste de Roland-Garros en 1981 et 1982, battu par Ivan Lendl puis Mats Wilander.
Spécialiste de la terre battue, Clerc a conquis vingt de ses vingt-cinq titres professionnels sur cette surface, de 1978 à 1983. Membre du top dix mondial de 1980 à 1983, il atteint son meilleur classement ATP en août 1981, à la quatrième place mondiale, après sa victoire à Indianapolis face à Lendl.
Celui que les argentins surnomment « Batata » réussit en 1981 sa plus grande saison, durant laquelle il accomplit une série de vingt-huit victoires consécutives : un match de Coupe Davis puis quatre tournois sur terre battue et trois matchs sur dur à l'US Open. Il reçoit, au terme de la saison, le ATP Sportsmanship Award, récompensant le joueur le plus fairplay.
Avec l'équipe d'Argentine, il participe à la finale de Coupe Davis 1981 en jouant le dernier match décisif face à John McEnroe, mais il s'incline au meilleur des cinq sets, laissant ainsi les États-Unis s'arroger le titre. 
En proie à des blessures, Clerc se retire du circuit professionnel en 1989.
Même s'il évolua dans l'ombre de Guillermo Vilas, ce droitier au revers à une main est considéré comme l'un des plus grands joueurs argentins, et reste le deuxième, après Vilas, à avoir remporté le plus grand nombre de titres sur le circuit ATP, devant Juan Martin Del Potro, Guillermo Coria ou Gastón Gaudio.

## Parcours dans les tournois duGrand Chelem

### En simple
| Année | Open d'Australie | Open d'Australie | Internationaux de France | Internationaux de France | Wimbledon       | Wimbledon  | US Open         | US Open       | Open d'Australie | Open d'Australie |
| ----- | ---------------- | ---------------- | ------------------------ | ------------------------ | --------------- | ---------- | --------------- | ------------- | ---------------- | ---------------- |
| 1978  | n.o.             | n.o.             | 2e tour (1/32)           | A. Ashe                  | 1er tour (1/64) | W. Fibak   | 3e tour (1/16)  | R. Lutz       | 1er tour (1/32)  | J. Marks         |
| 1979  | n.o.             | n.o.             | 2e tour (1/32)           | G. Moretton              | 1/8 de finale   | R. Tanner  | 1/8 de finale   | V. Gerulaitis | —                | —                |
| 1980  | n.o.             | n.o.             | 2e tour (1/32)           | Y. Noah                  | 3e tour (1/16)  | O. Parun   | 1er tour (1/64) | B. Mitton     | 2e tour (1/16)   | M. Edmondson     |
| 1981  | n.o.             | n.o.             | 1/2 finale               | I. Lendl                 | 3e tour (1/16)  | P. Kronk   | 1/8 de finale   | B. Manson     | —                | —                |
| 1982  | n.o.             | n.o.             | 1/2 finale               | M. Wilander              | —               | —          | 1er tour (1/64) | K. Warwick    | —                | —                |
| 1983  | n.o.             | n.o.             | 2e tour (1/32)           | F. Luna                  | 1er tour (1/64) | C. Panatta | 1er tour (1/64) | T. Wilkison   | —                | —                |
| 1984  | n.o.             | n.o.             | 2e tour (1/32)           | K. Nováček               | —               | —          | —               | —             | —                | —                |
| 1985  | n.o.             | n.o.             | 3e tour (1/16)           | Y. Noah                  | —               | —          | 1er tour (1/64) | S. Edberg     | —                | —                |
| 1986  | n.o.             | n.o.             | —                        | —                        | —               | —          | —               | —             | n.o.             | n.o.             |
| 1987  | —                | —                | —                        | —                        | —               | —          | —               | —             | n.o.             | n.o.             |
| 1988  | —                | —                | —                        | —                        | —               | —          | —               | —             | n.o.             | n.o.             |
| 1989  | —                | —                | 1er tour (1/64)          | A. Gómez                 | —               | —          | —               | —             | n.o.             | n.o.             |

N.B. : à droite du résultat se trouve le nom de l'ultime adversaire.

### En double
| Année | Open d'Australie | Open d'Australie | Internationaux de France                                                              | Internationaux de France                                                           | Wimbledon                                                                     | Wimbledon | US Open | US Open | Open d'Australie | Open d'Australie |
| ----- | ---------------- | ---------------- | ------------------------------------------------------------------------------------- | ---------------------------------------------------------------------------------- | ----------------------------------------------------------------------------- | --------- | ------- | ------- | ---------------- | ---------------- |
| 1977  | —                | —                | 1er tour (1/32) C. Kirmayr \|\| style="text-align:left;" \| P. Hutka J. Simbera       | 2e tour (1/16) R. Ycaza \|\| style="text-align:left;" \| W. Fibak D. Stockton      | —                                                                             | —         | —       | —       |                  |                  |
| 1978  | n.o.             | n.o.             | 2e tour (1/16) B. Prajoux \|\| style="text-align:left;" \| A. Ashe F. McNair          | 1er tour (1/32) B. Prajoux \|\| style="text-align:left;" \| F. McNair R. Ramírez   | —                                                                             | —         | —       | —       |                  |                  |
| 1979  | n.o.             | n.o.             | —                                                                                     | —                                                                                  | 2e tour (1/16) P. Rodríguez \|\| style="text-align:left;" \| J. Kodeš T. Šmíd | —         | —       | —       | —                |                  |
| 1980  | n.o.             | n.o.             | —                                                                                     | —                                                                                  | —                                                                             | —         | —       | —       | —                | —                |
| 1981  | n.o.             | n.o.             | 1/2 finale I. Năstase \|\| style="text-align:left;" \| H. Günthardt B. Taróczy        | 2e tour (1/16) I. Năstase \|\| style="text-align:left;" \| B. Gottfried R. Ramírez | —                                                                             | —         | —       | —       |                  |                  |
| 1982  | n.o.             | n.o.             | 1/8 de finale I. Năstase \|\| style="text-align:left;" \| M. Edmondson B. Manson      | —                                                                                  | —                                                                             | —         | —       | —       | —                |                  |
| 1983  | n.o.             | n.o.             | 1/8 de finale I. Năstase \|\| style="text-align:left;" \| E. Fromm S. Glickstein      | —                                                                                  | —                                                                             | —         | —       | —       | —                |                  |
| 1984  | n.o.             | n.o.             | 1/8 de finale I. Năstase \|\| style="text-align:left;" \| S. Stewart M. Edmondson     | —                                                                                  | —                                                                             | —         | —       | —       | —                |                  |
| 1985  | n.o.             | n.o.             | 2e tour (1/16) I. Năstase \|\| style="text-align:left;" \| S. Glickstein H. Simonsson | —                                                                                  | —                                                                             | —         | —       | —       | —                |                  |

N.B. : le nom du ou de la partenaire se trouve sous le résultat ; le nom des ultimes adversaires se trouve à droite.